# شبه جديدات الأجنحة
شبه جديدات الأجنحة أو عَلَّيَّات أو البتراوات (الاسم العلمي: Paraneoptera) هي طبقة أحادية العرق من الحشرات، وتتضمن أربع رتب؛ هي الباركلايس والترولايس والتربس ونصفيات الأجنحة أو حشرات البق الحقيقية. وتعكس أجزاء فم شبه جديدات الأجنحة عادات غذائية متعددة. وتتسم المجموعات الأساسية بأنها متغذيات بالسطوح الجرثومية، بينما تتغذى المجموعات الأكثر تطورًا على سوائل النباتات والحيوانات.

## نصفيات الأجنحة
نصفيات الأجنحة (/[invalid input: 'icon']hɛˈmɪptərə/) هي رتبة من الحشرات تُعرف في أغلب الأحيان باسم حشرة البق الحقيقية (cf. البق)، وتضم حوالي 50,000–80,000 نوعًا من زيز الحصاد والمن وبلانثوبير (planthopper) وليفهوبر (leafhopper) والبق المُدرَع، وآخرين. وتتراوح في الحجم من 1 مليمتر (0.039 بوصة) إلى حوالي 15 سنتيمتر (5.9 بوصة)، وتشترك في ترتيب عام في أجزاء الفم الماصة.

## محكات الأجنحة
محكات الأجنحة، قمل جذع الشجر، يتضمن 4400 نوع موصوف مقسمين إلى 3 رتب فرعية هي التروجيومورفا والتروكتومورفا والسوكومورفا. وهناك حوالي 50 فصيلاً من قمل جذع الشجر مع ما يزيد عن 200 جنس. وهذه أول رتبة من الحشرات تكشف عن بدايات التحول إلى أجزاء الفم الماصة. وهي مجموعة شقيقة لرتبة القمليات.
يوجد قمل جذع الشجر على أوراق النباتات أو تحت جذع الشجر أو في الفرش النباتي. ومعظم الأنواع
من المتغذيات بالسطوح الجرثومية، بينما تتغذى بعض الأنواع على الحشرات الميتة وتأكل أنواع قليلة معروفة باسم قمل الكتب المنتجات الورقية. وتعيش معظم الأنواع في أسراب. وقد يكون سلوك التزاوج معقدًا وكثير التفاصيل.

## القمليات

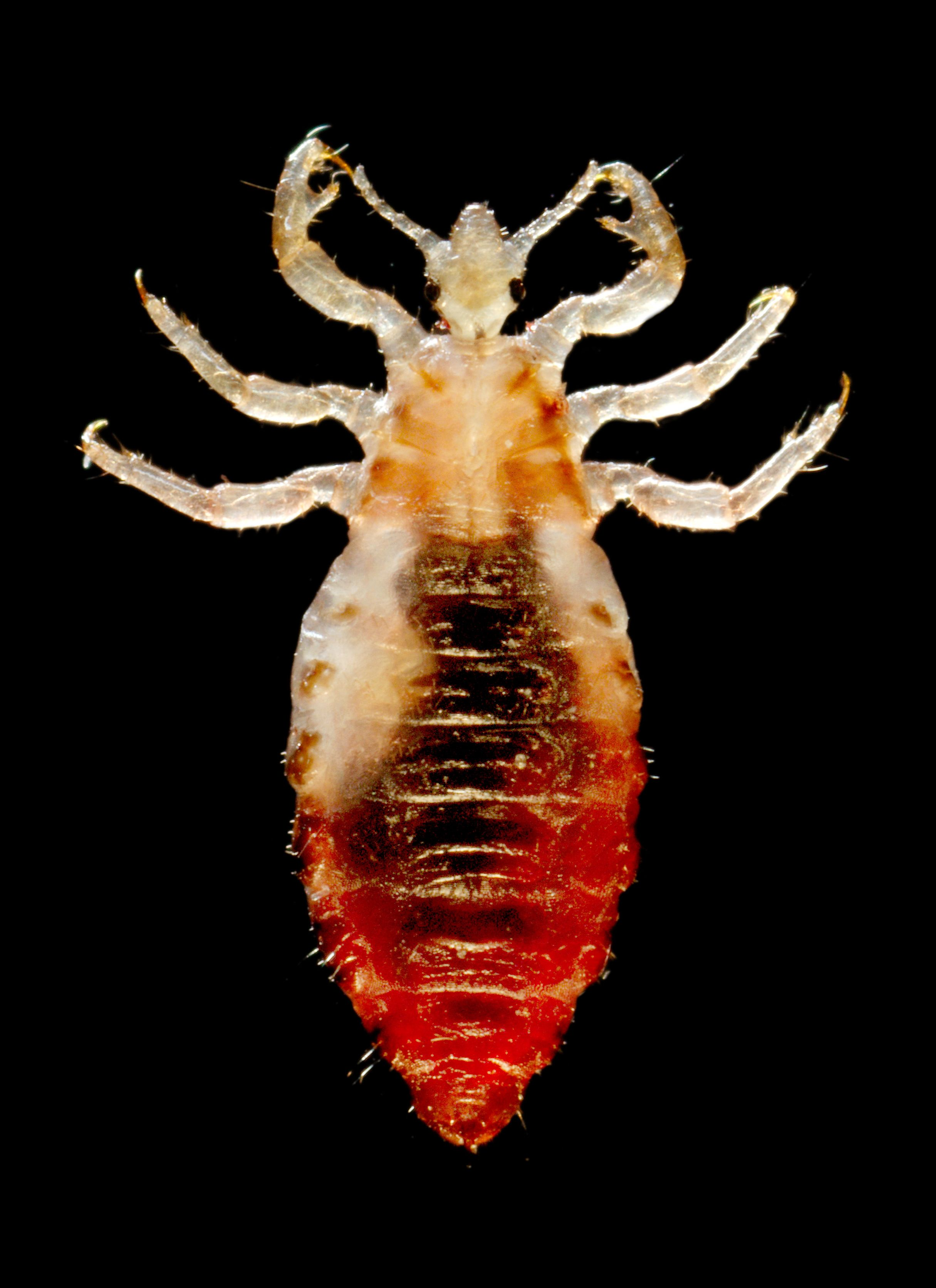
قمل جسم الإنسان

تحتوي رتبة القمليات، القمل، على 5000 نوع موصوف مقسم إلى 4 رتب فرعية. وتعد الرتبة الفرعية الأمبليسيرا أكثر المجموعات الأساسية وتتطفل على الطيور والثدييات. أما الإشنوسيرا فهي أكبر رتبة فرعية وتتطفل غالبًا على الطيور وبعض مجموعات الثدييات. وتتكون الرينشوبتيرينا، قمل الفيل، من 3 أنواع فقط تتطفل على الأفيال والخنازير البرية في إفريقيا. وأخيرًا، تتطفل العزالي (القمل الماص للدم) على الثدييات فقط.
يتميز جسم القملة بأنه مفلطح عند البطن وليس لها عيون تقريبًا. والأرجل قوية بما يكفي لتتمسك بفراء أو ريش العائل. ويوجد لدى الأمبليسيرا أجزاء فم ماضغة، ولدى العزالي أجزاء فم ماصة حقيقية مع مراود. وتتسم جميع أنواع القمل بأنها طفيلية على كافة رتب الطيور ومعظم رتب الثدييات. ويتغذى القمل الماضغ على الريش والشعر وحُتات سطح الجلد، بينما يتغذى القمل الماص على الدم فقط. ومعظم أنواع القمل متخصصة العائل، علاوة على أن القمل الماص للدم متخصص العائل أكثر من القمل الماضغ. وهناك دليل قوي على وجود علاقة تطور تبادلي بين العائل والطفيل في بعض المجموعات. ونظرًا لعدم وجود أجنحة لدى القمل، فعادةً ما يتضمن الانتقال بين العوائل الاحتكاك المباشر أثناء التزاوج أو الترقيد ورعاية الصغار أو مشاركة الأماكن في العش الجماعي أو حتى خلال التفاعلات بين المفترس والفريسة. ويمر القمل بأقل عدد من مراحل الحياة عن أي حشرة أخرى (بيضة و3 مراحل يرقية ومرحلة النضوج).

## التربس

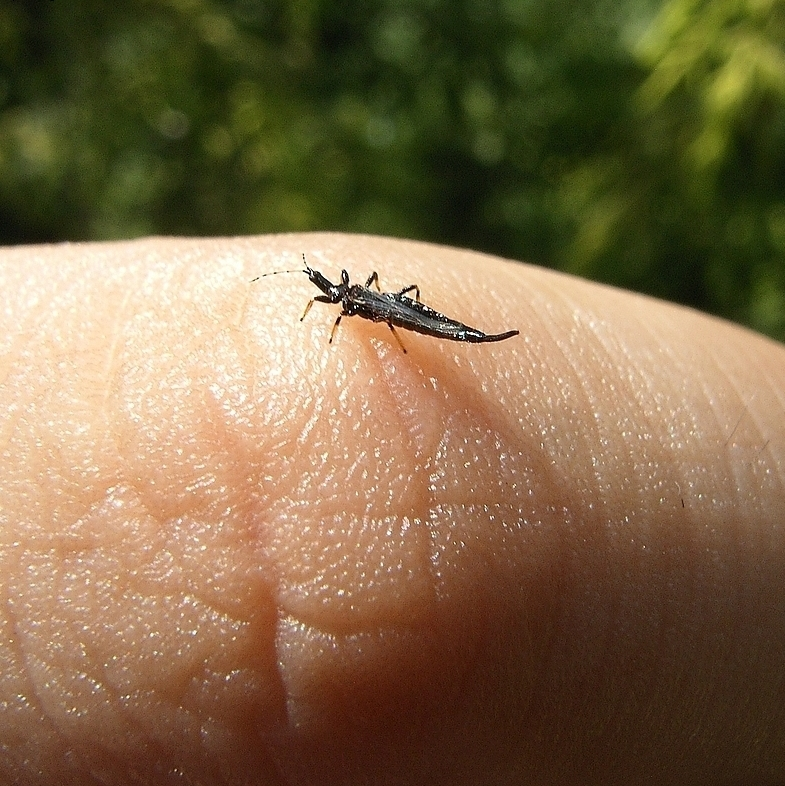
حشرة البونتيكولوثربس ديوسبيروسي على إصبع لقياس حجمها

تضم رتبة هدبيات الأجنحة 5500 نوع مصنفين إلى رتبتين فرعيتين تميزهما حاملات البيض (المسرأ). ويوجد لدى التيربيرانشيا مسرأ مخروطي الشكل مكتمل، بينما تفتقر رتبة التيوبيوليفرا إلى ذلك. بدلاً من ذلك، فإن بطنها ممتدة على شكل أنبوب. وتسمى هذه الحشرات التربس.
يتسم فم التربس بأنه على شكل مخروط فمي لا متناظر، يتكون من مراود حادة. ولدى حشرات التربس أكياس مثانية مميزة على رصغها تنقلب للخارج تتيح لها الالتصاق بالمادة. وتوجد حشرات التربس عمومًا فوق الزهور أو داخلها. ومعظم الأنواع آكلات عشب تتغذى على الزهور. بينما تتغذى بعض الأنواع على الفطريات، وأنواع قليلة مفترسة. ويعد التطور في حشرات التربس مميزًا. في رتبة التيربيرانشيا، يتبع مرحلة البيض مرحلتين يرقيتين، مرحلة «ما قبل الخادرة» ومرحلة «الخادرة» ومرحلة «النضوج». وتتسم
مرحلتا ما قبل الخادرة والخادرة بالسكون ويكون لدى الحشرة أجنحة رديمية (ناقصة التطور). وفي رتبة التيوبيوليفرا، توجد مرحلتان «ما قبل الخادرة» ومرحلة واحدة «خادرة». ولا يوجد رديم الأجنحة في مرحلة «ما قبل الخادرة» الأولى. ويتباين السلوك الاجتماعي من الانعزال إلى الاجتماعية العليا مع تقسيم العمل الإنجابي.